# Verzoeking van de heilige Antonius (Berlijn)
De verzoeking van de heilige Antonius is een schilderij van een navolger van de Zuid-Nederlandse schilder Jheronimus Bosch in de Gemäldegalerie in Berlijn.

## Voorstelling
Het stelt de heilige Antonius van Egypte voor. Deze heilige trok zich, volgens de legende van Athanasius van Alexandrië, terug in de woestijn om zich te bezinnen. Daar werd hij op de proef gesteld door allerlei demonen en monsters. De heilige Antonius is hier lezend aan een meer afgebeeld. De monsters die hem omringen zijn meer bezig elkaar te lijf te gaan dan zich op de heilige te richten. Slechts één monster grijpt met een soort krabschaar naar het gebedenboek van Antonius. In de achtergrond proberen enkele monsters vanaf het land en vanaf het water het huis van Antonius aan te vallen.

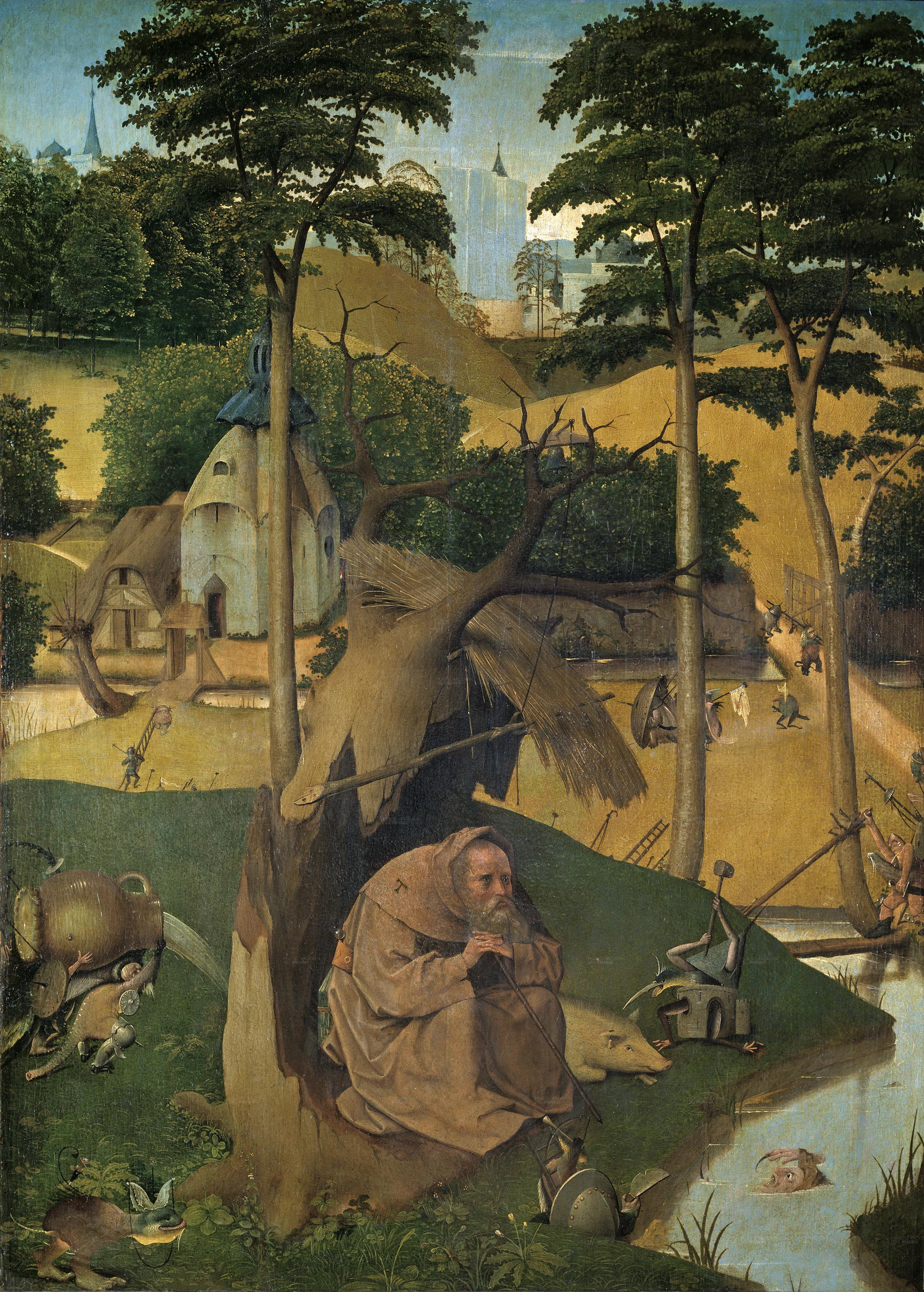
Jheronimus Bosch of navolger. Verzoeking van de heilige Antonius. 1500-1525. Madrid, Museo del Prado.

De verzoeking van de heilige Antonius was in de middeleeuwen, als symbool voor standvastigheid in het geloof, een geliefd thema bij schilders. Vroege verzoekingen van de heilige Antonius waren nog eenvoudig, maar in de late middeleeuwen worden ze steeds ingewikkelder en nemen de demonen steeds vreemdere vormen aan. Hoogtepunt in deze ontwikkeling vormt het Antonius-drieluik van Jheronimus Bosch. Dit altaarstuk oogstte begin 16e eeuw veel succes en werd talloze malen gekopieerd.

## Toeschrijving
De niet-ruimtelijke, naast elkaar geplaatste monsters zijn vergelijkbaar met die op de Verzoeking van de heilige Antonius in de National Gallery of Canada en de Antonius met monsters in de verzameling Van Lanschot in 's-Hertogenbosch. Het landschap met de achter een heuvel uitstekende wapens linksonder en de hoge boom rechts is nauw verwant aan de Verzoeking van de heilige Antonius in het Prado. Deze groep werken werd door de Duitse kunsthistoricus Max Friedländer toegeschreven aan Bosch. Latere kunsthistorici zijn wat voorzichtiger. Volgens Ludwig von Baldass en Charles de Tolnay gaat het hier om het werk van een navolger. Gerd Unverfehrt deelt het werk in bij de 'Boschrezeption 1510-1520'.

## Tentoonstelling
De verzoeking van de heilige Antonius in Berlijn maakte deel uit van de volgende tentoonstelling:
- Jheronimus Bosch, Noordbrabants Museum, 's-Hertogenbosch, 17 september-15 november 1967, cat. 5, p. 69.